# Henning Oldekop
Ernst Adalbert Henning Oldekop (* 24. Juli 1846 in Hannover; † 19. Februar 1923 in Kiel) war ein deutscher Gutsbesitzer und Topograph.

## Leben und Wirken
Henning Oldekop war ein Sohn von Karl Georg Theodor Oldekop (* 24. Februar 1811 in Hannover; † 16. Dezember 1894 ebenda) und dessen Ehefrau Marie Henriette Auguste Agnese, geborene Wächter (* 25. Dezember 1815; † 31. August 1862 in Kreuzlingen). Sein Vater war ein Jurist und arbeitete als Regierungsbeamter im Hannoveraner Kriegsministerium.
Oldekop besuchte ab 1852 eine Höhere Bürgerschule und anschließend ein Lyzeum in Hannover. Auf Anweisung seines Vaters verbrachte er das Schuljahr 1862/63 in einem Internat in Chateaux Lancy bei Genf, wo er sich gesundheitlich erholen sollte. Zwei seiner Brüder starben an der Schwindsucht, an der er selbst zu erkranken drohte. Daher verließ er die Schule 1863 in der Obersekunda und reiste aus therapeutischen Gründen als Midshipman mit der „Malabar“ von London nach Kalkutta. Ende Juni 1864 erreichte er vollständig genesen wieder Hannover, wo er von einem weiteren Schulbesuch absah aufgrund der Sorge, erneut zu erkranken. Stattdessen wollte er einen Beruf erlernen, bei dem er sich oft an der frischen Luft aufhalten konnte. Da er kein Seemann werden wollte, entschied er sich nach längeren Überlegungen für eine landwirtschaftliche Ausbildung.
Nach einer zweijährigen Ausbildung in Marienstein bei Nörten arbeitete Oldekop als Volontär der Landwirtschaft in Hüpede. 1867/68 diente er als Einjährig-Freiwilliger bei einem hannoverschen Ulanenregiment. Anschließend machte er ein weiteres Volontariat in Königshorst und beschäftigte sich dabei insbesondere mit dem Brauereiwesen. Im Sommersemester 1869 und im Wintersemester 1869/70 nahm er an der Universität Göttingen an agrarwissenschaftlichen Lehrveranstaltungen teil. Ab Ostern 1870 besuchte er die landwirtschaftliche Lehranstalt Halle, wo er im Juli desselben Jahres als Soldat zum Deutsch-Französischen Krieg eingezogen wurde. An Gelbsucht erkrankt, schloss er sich erst Mitte August der Armee an. Im Oktober 1870 kam er zu einem Regiment in Frankreich und erkrankte an Rheumatismus. Daher endete seine Zeit beim Militär Anfang Dezember desselben Jahres. Trotz dieser kurzen Zeit in der Armee trat er später in den Kampfgenossen-Verein von 1870/71 ein.
Nach einer Kur in Aachen arbeitete Oldekop ab dem Frühjahr 1871 als Volontär auf einer Verwalterstelle in Bollbrügge. Anschließend besichtigte er mehrere Güter in Schleswig-Holstein, wo bereits sein Onkel Ludwig Wyneken lebte. Im Jahr 1872 erwarb er das fast 240 Hektar große Gut Grünhorst bei Sehestedt, für das er 107.000 Taler preußischer Courant zahlen musste. Er nahm einen Kredit über zwei Drittel der Kaufsumme auf, dessen jährliche Tilgungsraten sein Vater und ein naher Verwandter mitfinanzierten. Er hatte daher gleich zu Beginn finanzielle Probleme bei gleichzeitig schlechter Entwicklung der Landwirtschaft. 1879/80 optimierte er mehrere Abläufe auf dem Hof. Er stellte die Schafhaltung ein und erweiterte die Rinderzucht, baute einen artesischen Brunnen und Eiskeller, wobei ihn sein Vater erneut erheblich finanziell unterstützen musste. Sein Vater bedachte ihn in seinem Testament, um das Gut soweit möglich zu sichern. Aufgrund der Probleme überlegte Oldekop 1883, sich von dem Gut zu trennen. Da der Kauferlös nicht hoch gewesen wäre, sah er davon jedoch ab.
1884 trat Oldekop in den „Landwirtschaftlichen Verein im Kanal“ ein und übernahm wenig später das Amt des Schatzmeisters. Im Februar 1885 referierte er auf der Generalversammlung „Über die Währungsfrage“. Sein Vortrag erschien in der Hannoverschen Land- und Forstwirtschaftlichen Zeitung. Die Konservative Partei, die sein Onkel von 1870 bis 1876 im Landtag vertreten hatte, wollte ihn im Sommer 1885 als Kandidaten für die Wahlen zum Abgeordnetenhaus des Preußischen Landtags gewinnen. Oldekop kandidierte aufgrund seiner Familien- und Besitzverhältnisse nach längeren Überlegungen nicht, füllte jedoch mehrere andere Ämter aus: er übernahm den Vorsitz des landwirtschaftlichen Kreisvereins, engagierte sich als Vertrauensmann der landwirtschaftlichen Berufsgenossenschaften, war Distriktskommissar der Schleswig-Holsteinischen Landschaft sowie stellvertretender Amtsvorsteher. Von Anfang 1900 bis zum Frühjahr 1902 amtierte er als gewählter Landschaftsrat der Landschaft.
Im März 1902 trennte sich Oldekop von Gut Grünhorst, das Edgar Schröfer aus Hamburg erwarb. Danach zog er nach Kiel und beschäftigte sich als Rentier mit Schleswig-Holstein und dessen Einwohnern. Er schrieb eine umfangreiche, drei Bände umfassende Topografie, die 1906 Schleswig und 1908 Holstein mit Lübeck und Lauenburg umfasste. Während Hermann Biernatzki oder Johannes von Schröder in vergleichbaren Arbeiten pro Landesteil alphabetisch vorgingen, entschied sich Oldekop  für eine Gliederung nach Stadt- und Landkreisen. Oldekop schrieb in einem Vorwort, dass er Redundanzen habe vorbeugen wollen. Der eigentliche Grund dürfte gewesen sein, dass er so in sich abgeschlossene Teile schuf, die einzeln paginiert, bearbeitet und gedruckt werden konnten. Diese Arbeitsweise erschien vorteilhaft, da Oldekop zumeist auf Darstellungen der Kreise zurückgriff, die Landräte und Bürgermeister geschrieben hatten. Er selbst redigierte diese Texte nur und stellte sie in einem gemeinsamen Werk zusammen.
Oldekop selbst schrieb für die Topografien Einleitungen, in denen er Übersichten über die Geschichte und Geographie sowie Wirtschaft der Landesteile gab. Außerdem verfasste er Lebensläufe Biernatzkis und Schröders. So konnte er seine Vorhaben schnell realisieren. Dabei führte er vergriffene Werke anderer Autoren fort und aktualisierte diese, wobei er bei den historisch-topographischen Themen die bereits vorliegenden Texte nur kopierte und diese nicht erweiterte. Seine Topographie entwickelte sich zu einem Standardwerk zur Geschichte Schleswig-Holstein. In den Jahren 1974 und 1975 erschienen weitestgehend unveränderte Neuauflagen dieser Bücher.
In Kiel übernahm Oldekop mehrere Ehrenämter: Ab 1911 gehörte er zur Direktion des Landwirtschaftlichen Kreditverbandes für die Provinz Schleswig-Holstein, in der er anfangs stellvertretendes Mitglied war und ab 1919 Zweiter Direktor. Von 1915 bis Lebensende arbeitete er im Ausschuss des Heidekulturvereins für Schleswig-Holstein mit. 1905 trat er in den Verein „Historische Landeshalle“ ein und gehörte ab 1913 mehrere Jahre dessen Vorstand an. Dem Verein spendete er mehrere Ausstellungsstücke.
Oldekop starb nach kurzer schwerer Krankheit.

## Familie
Am 29. Mai 1876 heiratete Oldekop auf Uhlenhorst Karoline Christine Marie Grotkopp-Davidsen, geborene Grotkopp (* 4. März 1855 auf Gut Uhlenhorst bei Dänischenhagen; † 11. Dezember 1930 in Kiel). Sie war eine Tochter des Stellmachers Claus Grotkopp (* 29. Mai 1825 in Tüttendorf) und dessen Ehefrau Catharina, geborene Süverkrüpp (* 12. Juni 1831 in Neudorf bei Gettorf). Karoline Grotkopp-Davidsen wuchs als Pflegetochter bei ihrem kinderlosen Onkel Magnus Davidsen auf und trug daher einen Doppelnamen.
Aus Oldekops Ehe gingen drei Töchter und drei Söhne hervor, darunter der Admiral der Reichsmarine Iwan Oldekop (1878–1942) und die Malerin Marie Oldekop (1883–1971).

## Werke
- Die Schlacht bei Sehestedt am 10. Dezember 1813. In: Die Heimat. Monatsschrift des Vereins zur Pflege der Natur- und Landeskunde in Schleswig-Holstein, Hamburg und Lübeck. Bd. 7 (1897), Heft 8, August 1897, S. 149–157 (Digitalisat).
- Nachtrag zum Artikel „Die Schlacht bei Sehestedt“ in Nr. 8 d.Bl. In: Die Heimat. Monatsschrift des Vereins zur Pflege der Natur- und Landeskunde in Schleswig-Holstein, Hamburg und Lübeck. Bd. 7 (1897), Heft 10, Oktober 1897, S. 183–185 (Digitalisat).
- Topographie des Herzogtums Schleswig, Lepsius & Tischer, Kiel 1906, Digitalisat
- Topographie des Herzogtums Holstein; einschließlich Kreis Herzogtum Lauenburg, Fürstentum Lübeck, Enklaven der freien und Hansestadt Lübeck, Enklaven der freien und Hansestadt Hamburg, 2 Bde., Lipsius & Tischer, Kiel 1908